# Gasosaurus
Gasosaurus là một chi khủng long, được Dong mô tả khoa học năm 1985. Lý do khủng long có tên này vì hóa thạch của nó tìm thấy ở mỏ khí đốt, nên có tên như vậy.